# Styloidy
Styloidy – pojedyncze kryształy szczawianu wapnia odkładane jako metabolit wtórny w komórkach niektórych roślin. Mają postać regularnych brył zbliżonych do graniastosłupów, co w obrazie mikroskopowym wygląda zwykle jako prostokąty.
Porównaj: jedyńce